# Moșna (Iași)
Moşna es una comuna ubicada en el distrito de Iași, Rumania.

## Superficie
Cuenta con una superficie de 29,53 kilómetros cuadrados.

## Demografía
Hasta 2021 la población era de 2421 habitantes, con una densidad de población de 81,98 habitantes por kilómetro cuadrado.